# Maria Iakountchikova
Maria Vassilievna Iakountchikova (en russe : Мария Васильевна Яку́нчикова), épouse Weber, est une peintre russe née le 19 janvier 1870, à Wiesbaden, en Allemagne et décédée le 27 décembre 1902, à Chêne-Bougeries, près de Genève en Suisse.

## Biographie

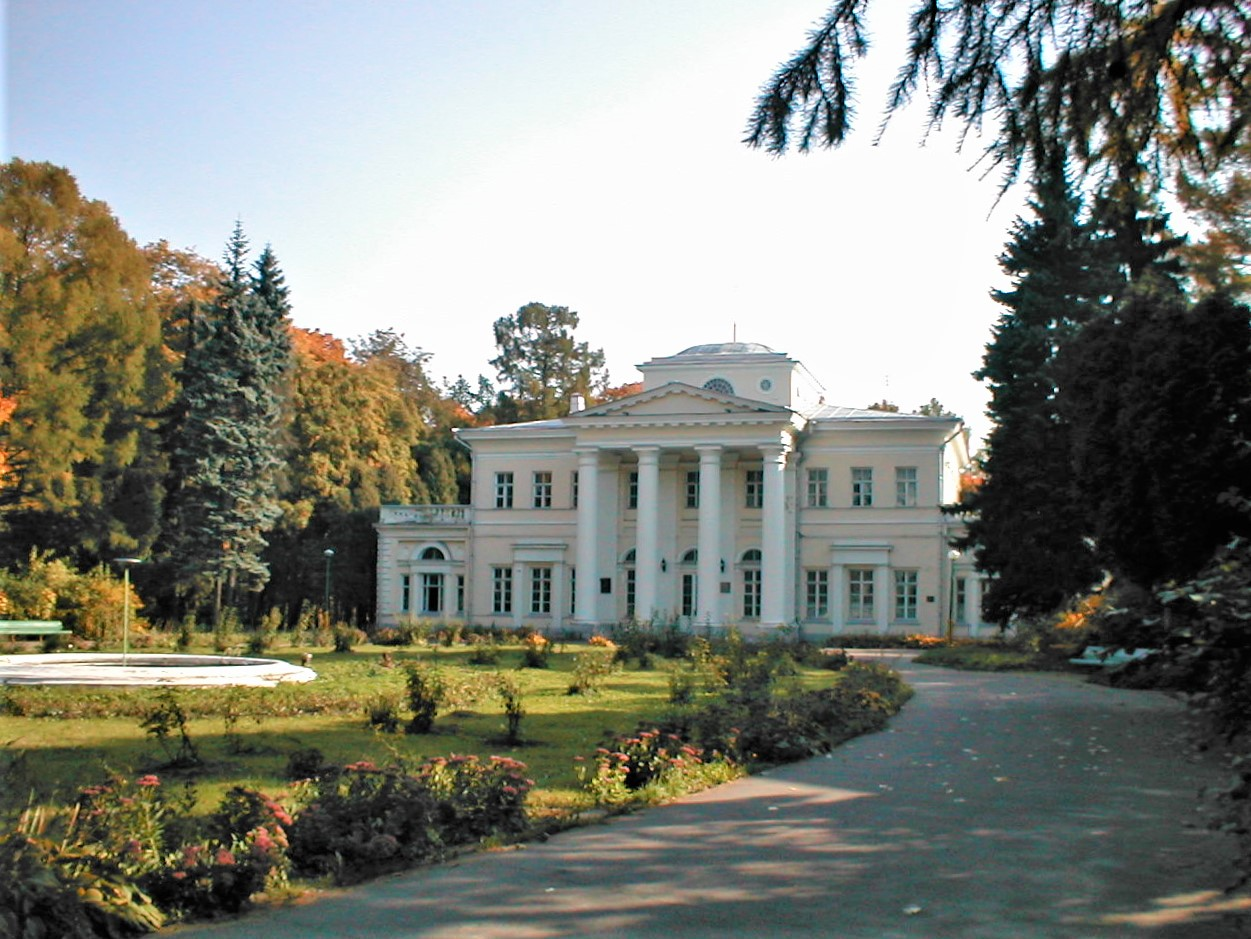
Domaine familial de Tcheryomouchki-Znamenskoïe

Maria Iakountchikova nait dans la ville allemande de Wiesbaden, où ses parents se trouvaient en vacances. Son père Vassili Ivanovitch Iakountchikov est entrepreneur et mécène, conseiller commercial, propriétaire des domaines de Tcheriomouchki et de Vvedenskoïe situés actuellement dans la banlieue de Moscou. Sa mère Zinaïda Nikolaïevna est née Mamontova.

### Enfance
Dès son enfance, elle est attirée par le dessin, si bien que son père invite, pour l'initier aux arts, l'artiste Nikolaï Martynov, comme précepteur. En 1882, sa sœur Natalia épouse l'artiste Vassili Polenov qui fréquentait les ateliers d'Abramtsevo. En 1885, Maria Iakountchikova s'inscrit comme élève libre à l'École de peinture, de sculpture et d'architecture de Moscou.
En 1888, son médecin diagnostique une tuberculose et lui recommande de changer de climat. Maria Iakountchikova part pour l'Europe, en passant par Vienne et l'Italie, et l'année suivante séjourne en France. Puis elle s'installe à Paris, et retourne en Russie seulement pour l'été. À l'automne 1889, Iakountchikova demande son inscription à l'Académie Julian de Paris, où elle étudie pendant quatre ans.

### Abramtsevo
À Abramtsevo, Maria Vassilievna participe à des ateliers de maîtres céramistes, et son panneau Silence est installé à la porte même de l'atelier.

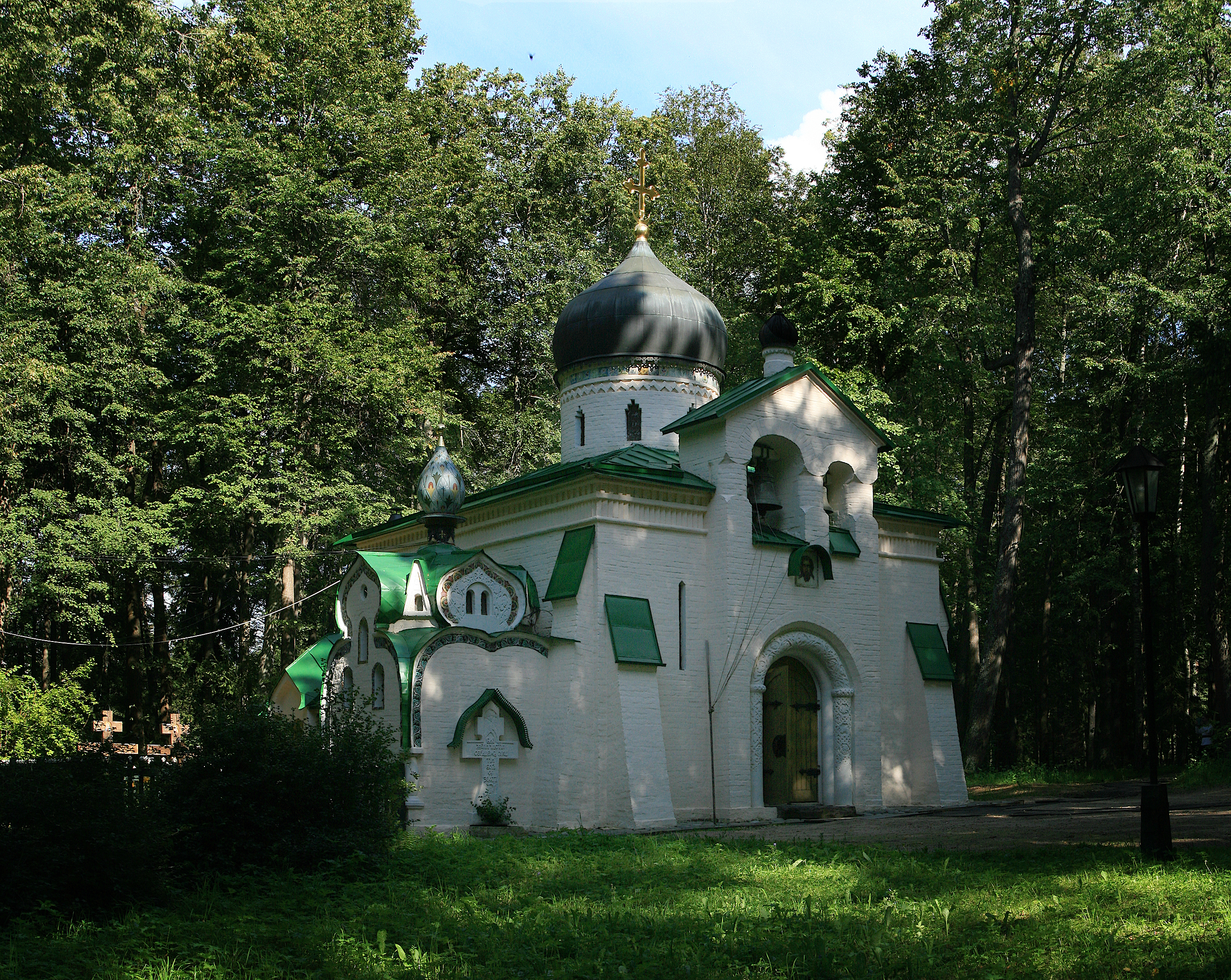
Église d'Abramtsevo.

De nombreux peintres, dont plusieurs femmes, Elena Polenova et Maria Iakountchikova, travaillent aux ateliers d'Abramtsevo à cette époque de la fin du XIXe siècle, ou encore à Talachkino et produisent des objets dans le style réaliste ou dans le style moderne russe. La petite église d'Abramtsevo fait l'objet pour son érection des soins attentifs des décorateurs sous forme de peintures murales, d'iconostases, d'artistes tels que : Ilia Répine, Vassili Polenov, Mikhaïl Nesterov, Victor Vasnetsov. Les femmes, Maria Iakountchikova, Éléna Polenova, brodèrent des vêtements sacerdotaux et des nappes de l'autel selon des dessins de Vassili Polenov. Elena Polenova était historienne et elle fut, avec Maria Iakountchikova, une des premières artistes reconnues de Russie. Le goût des deux femmes pour l'histoire russe, les incite à participer à l'œuvre de résurrection des arts médiévaux entrepris par la colonie. Elles ont tôt fait de prendre en main les ateliers de sculpture sur bois et de broderie installés sur la propriété. La première cérémonie célébrée dans l'église fut le mariage de Natalia Iakountchikova, la sœur de Maria, avec le peintre Vassili Polenov.
En 1894, Iakountchikova quitte l'académie et son professeur et commence à travailler seule, envoyant ses productions au Salon de peinture et de sculpture à Paris. L'année suivante commence une période particulière dans ses choix artistiques. Maria Vassilievna travaille beaucoup et avec succès, elle se passionne pour la décoration artistique pratique : des jouets en bois, la broderie, les applications utilitaires de la décoration. Il existait en Russie toute une tradition du « design », avant même que ce mot ne désigne une activité de création de projets, servant à leur tour dans la création d'objets du quotidien.
Maria Vassilievna Iakountchikova se familiarise avec la technique de la pyrogravure sur bois. Elle utilise pour ses panneaux décoratifs une technique spéciale qui mélange la pyrogravure sur bois et la peinture à l'huile. Comme son amie Elena Polenova, Maria Iakountchikova est passionnée d'art populaire et collectionne les objets. Ces motifs populaires, « néo-russes », se retrouvent dans son panneau Goradok (la petite ville) (1896).
En 1896, Maria Iakountchikova se marie avec un étudiant en médecine de la Sorbonne, Léon Weber-Bawlera, détenteur d'un passeport russe, qui avait passé la plus grande partie de sa vie en Russie puis avait reçu plus tard la nationalité française. En 1898, elle donne naissance à un fils prénommé Stepan.

### Maturité
Entre les années 1897 et 1898, l'œuvre de Iakountchikova est à sa maturité, elle peint à cette époque Depuis la fenêtre de la maison. Vvedenskoïe, L'église dans le vieux domaine de Tcheriomouchki près de Moscou. Son nom apparaît avec celui des meilleurs artistes russes de l'époque. En plus de la peinture, elle se consacre aussi à la majolique et à l'art graphique.
Les eaux-fortes colorées de l'artiste, proches du style moderne, sont remarquées par une revue anglaise The Studio, et influenceront l'œuvre d'Anna Ostroumova-Lebedeva. Les membres de l'association Mir iskousstva invitent Iakountchikova à participer à leurs expositions et à la rédaction de leur revue. Presque la moitié des couvertures des numéros de l'année 1899 sont dessinées par Iakountchikova.
Maria Vassilievna Iakountchikova prend une part active dans l'aménagement de la section des Koustari du pavillon russe de l'exposition universelle de 1900 à Paris. Son grand panneau, Jeune fille et liéchi (3 x 3,6 m), démonstration de ses qualités artistiques en matière de broderie, reçoit la médaille d'argent de l'exposition. Ses autres travaux exposés avaient été réalisés à Abramtsevo, où l'artiste avait supervisé leur fabrication. L'exposition de 1900 marque le triomphe du « style russe » à Paris. Les objets sont présentés dans un ensemble architectural conçu par Constantin Korovine et Alexandre Golovine. Une église, une maison de boyard, une galerie et une isba ont été construits dans le style XVIIe, avec une profusion d'ornementation : des vêtements liturgiques, des icônes, des croix, des costumes de boyards. L'isba était meublée par des objets usuels de production artisanale des paysans : jouets, ustensiles de toutes sortes, dentelles, fichus, etc.
L'été 1902 à Saint-Pétersbourg, le prince Sergueï Alexandrovitch Chtcherbatov et le baron Vladimir von Meck créent une entreprise spécialisée dans la création d'art nouveau. Ils achètent de vastes locaux sur la rue Bolchaïa Morskaïa et, assistés sur le plan artistique par Igor Grabar, restructurent l'intérieur et créent un mobilier art nouveau avec d'autres artistes tels Alexandre Benois, Eugène Lanceray. Maria Iakountchikova est sollicitée pour choisir les tapis et les tissus du boudoir et pour apporter des pièces de céramique d'Abramtsevo. Elle est associée à Natalia Davydova pour cette réalisation.

### Chêne-Bougeries
En 1900, son fils Stepan, âgé de deux ans, est atteint de tuberculose. Il guérit, mais sa mère épuisée, reste sans forces pour lutter contre les atteintes de la tuberculose qui la mine durant les dernières années 1880. Elle donne le jour, en avril 1901, à un second fils, naissance qui compromet définitivement sa santé défaillante. Son mari installe la famille à Chamonix, puis en Suisse, où ils achètent une maison à Chêne-Bougeries.
Le 27 décembre 1902, Maria Vassilievna Iakountchikova meurt des suites d'une aggravation de sa tuberculose. Dans la revue Mir Iskousstva (numéro 12 de 1902) sa nécrologie est publiée accompagnée d'un éditorial que lui consacre le rédacteur en chef, Serge de Diaghilev.
L'héritage artistique de Maria Iakountchikova est partagé entre la Russie et la Suisse. En Russie, ses toiles sont conservées à la Galerie Tretiakov, au Musée russe, et au musée du domaine de Polenovo. Un grand nombre d'œuvres sont restés dans la collection privée de la famille Weber en Suisse.

## Musées
- Galerie Tretiakov, Moscou.
- Musée russe, Saint-Pétersbourg.
- Koktebel en Crimée Musée Maximilien Volochina.
- La collection du musée-domaine de Polenovo (Коллекция Музея-усадьбы В. Д. Поленова.)

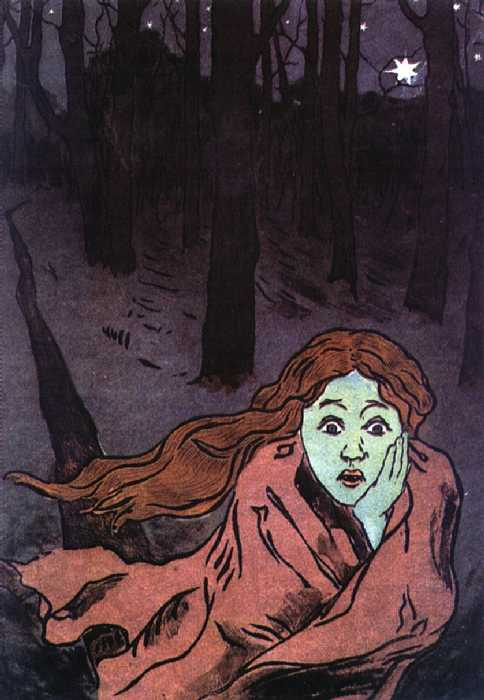
Frayeur (1893-95)
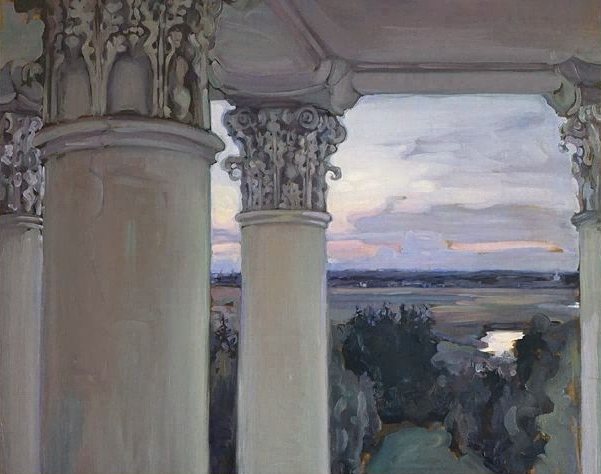
Depuis la fenêtre de la maison de Vvedenskoïe (1897)
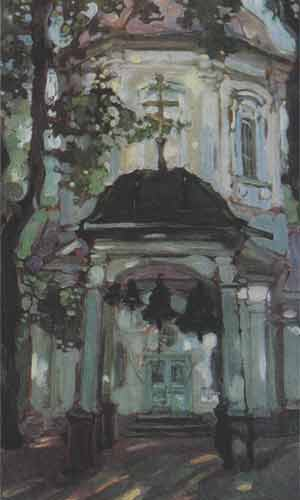
Église de la propriété de Tcheriomouchki près de Moscou (1897)
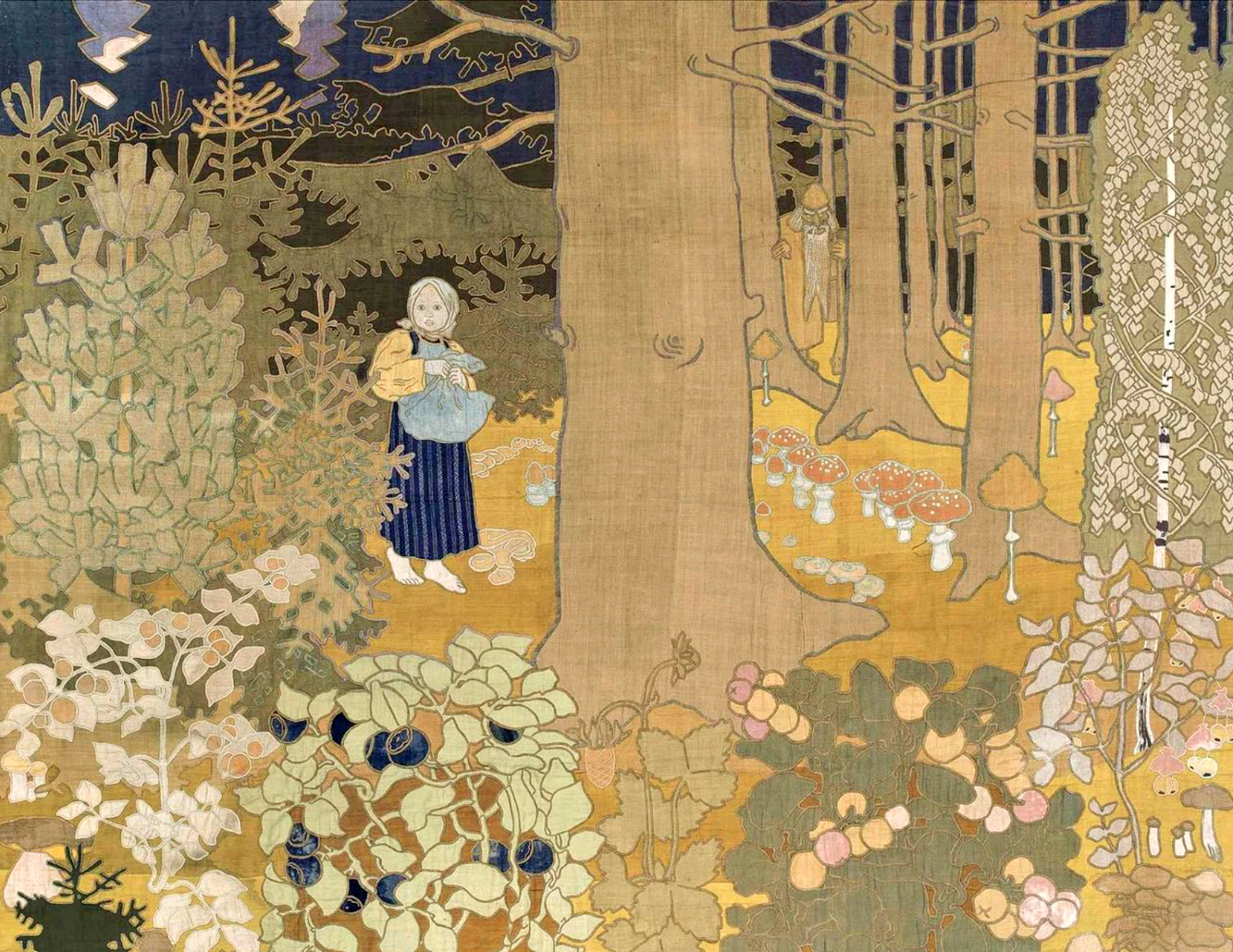
Jeune fille et liéchi (1899)
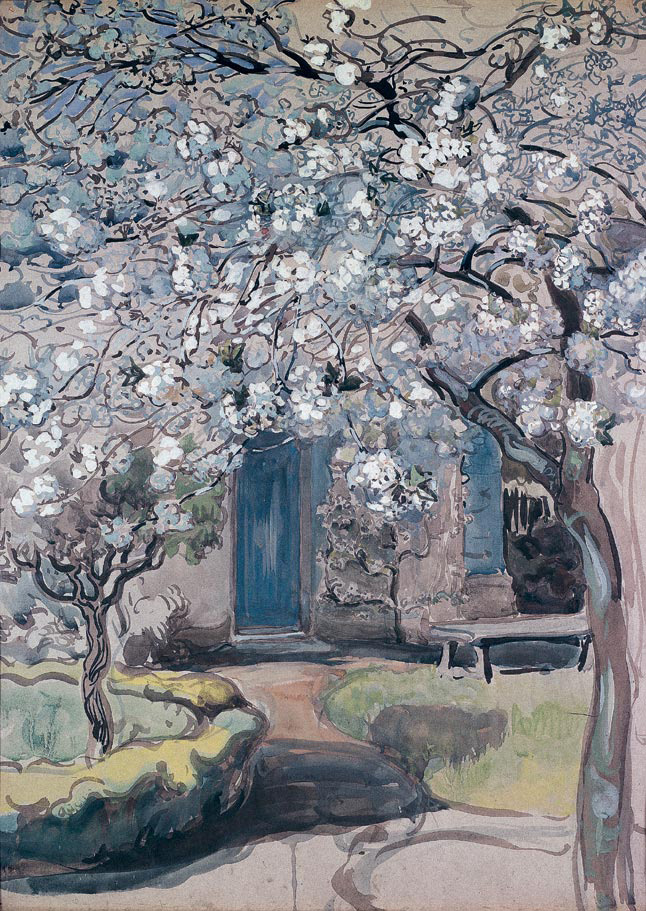
Pommier en fleur (1899)